# Têxtil Manuel Gonçalves
A Têxtil Manuel Gonçalves (TMG) é um grupo empresarial familiar português com sede em Vila Nova de Famalicão, fundado em 1937. A empresa, que no início se dedicava exclusivamente à indústria têxtil, é hoje muito diversificada. Além dos têxteis, inclui negócios e investimentos em vários outros setores, incluindo estofos automóveis, plásticos, vinícolas, energia, serviços financeiros, eletromecânica, transporte aéreo e retalho.
Entre outros negócios, o grupo TMG detém também as Caves Transmontanas, a Heliportugal (helicópteros) e a rede de lojas da marca de surfe Lightning Bolt. Tem também investimentos na Banca e na Efacec.

## História
Fundada em 1937 por Manuel Gonçalves (1914–1998), com o nome de Fábrica de Fiação Tecidos do Vale de Manuel Gonçalves, a empresa transformar-se-ia, em 1965, na Têxtil Manuel Gonçalves (TMG).
Foi na década de 1960 que o grupo adquiriu empresas rivais e, deixando de se dedicar apenas à indústria têxtil, entrou em mercados de maior valor acrescentado como os tecidos para estofos da indústria automóvel.

Atualmente, a principal empresa do grupo é a TMG Automotive, considerada a joia da coroa. É um dos maiores fabricantes europeus de tecidos plastificados e outros revestimentos destinados à indústria automóvel, exportando quase a totalidade da sua produção. Entre os seus principais clientes contam-se marcas como a BMW, a Toyota, a Daimler e a Opel.